# Цао Цао
Ца́о Ца́о (кит. упр. 曹操, пиньинь Cáo Cāo; 155 — 220) — китайский полководец, автор сочинений по военному делу и поэт, главный министр империи Хань при императоре Сянь-ди и одна из ключевых фигур эпохи Троецарствия. Фактический правитель империи Хань в начале III века, не вполне заслуженно вошедший в историю как её могильщик.
Цао Цао выведен в романе «Троецарствие» как наиболее колоритный злодей своего времени. Для китайцев он является одной из самых ярких и узнаваемых фигур национальной истории. В его распоряжении находились самые многочисленные армии древности — числом до миллиона воинов. После победы при Гуанду он стоял на пороге объединения Китая под своим скипетром, но уступил инициативу Сунь Цюаню и Лю Бэю в результате сокрушительного поражения в битве у Красной Скалы.

## Биография
Его отец Цао Сун происходил из рода Сяхоу, таким образом, его родовое имя было Сяхоу Сун. Фамилию Цао он получил от усыновившего его придворного евнуха Цао Тэна. Из романа «Троецарствие» про Цао Цао известно, что в двадцатилетнем возрасте он сдал экзамен и получил должность начальника уезда к северу от тогдашней столицы империи, города Лоян. Управляя уездом, он добивался неукоснительного исполнения законов всеми жителями, а нарушителей карал независимо от чинов и знатности. В частности, однажды он приказал избить палками дядю одного из придворных евнухов, за то, что тот шёл по улице вооружённым. За такое неукоснительное выполнение служебного долга он был повышен в чине. Но настоящую славу Цао Цао принесло подавление восстания Жёлтых повязок. Когда вспыхнуло восстание, он был пожалован званием ци-ду-вэй (звание старшего командного состава конницы), получил под командование 5000 воинов и был направлен на усмирение восставших. С этого момента и начинается его восхождение на вершину власти.
В это же время после смерти императора Лин-ди фактическую власть в стране захватил влиятельный военачальник Дун Чжо, который сперва низложил, а затем убил Шао-ди (Лю Бяня) — сына и наследника покойного императора и возвёл на престол его сводного брата Се, принявшего имя Сянь-ди, но фактически не правившего. Цао Цао организовал заговор против всесильного узурпатора и даже попытался его убить, но потерпел неудачу, был объявлен преступником и вынужден податься в бега. После этого он организовал союз князей во главе с Юань Шао для борьбы с узурпатором. Война шла с переменным успехом, но в конце концов закончилась поражением Дун Чжо и его бегством из Лояна. Однако, после поражения Дун Чжо ополчение распалось и бывшие соратники начали сражаться уже между собой. Цао Цао попытался преследовать диктатора один, без квалифицированного войска и был разбит. Позже Дун Чжо погиб от рук заговорщиков во главе с Люй Бу. В этот период Цао Цао вёл с переменным успехом борьбу против объявивших себя независимыми князей Люй Бу, Юань Шао и Юань Шу, которых, в конце концов, сумел разбить, несмотря на несколько понесённых от них поражений. В частности, в ходе войны он лишился сразу двух ближайших родственников — племянника и старшего сына.
В ослабленной междоусобицами империи власть императора Сянь-ди с самого начала была чисто номинальной — фактически империя уже распалась на три части — Сунь Цюань обосновался в юго-восточных землях, а Лю Бэй — в юго-западных — наступило время Троецарствия. Цао Цао получил от императора высший в государстве титул чэн-сяна (канцлера или премьер-министра). Самого же ханьского императора Сянь-ди он держал в своей столице как марионетку и дополнительный козырь в борьбе за объединение Поднебесной. Обо всём, что происходило в империи, сперва докладывали Цао Цао и только потом — императору. В процессуальном плане он тоже получил невиданные ранее права. Как гласит роман «Троецарствие», ему было разрешено при обращении к императору не называть предварительно своего имени, входить во дворец неспешным шагом, а не бегом, а также находиться в присутствии императора обутым и при оружии. Для своей защиты он создал отряд личных телохранителей числом в 10 тысяч человек — Отряд Тигров.
Вскоре Цао Цао получил от императора сперва титул Вэйского гуна, а затем — и Вэйского вана, то есть фактически самостоятельного правителя северного княжества Вэй.
Когда при ханьском дворе объявился дальний родственник правящей династии Лю Бэй, император Сянь-ди признал в нём своего дядю, но сам Цао Цао усмотрел в нём опасного соперника и угрозу своему всевластью. Поэтому сперва он попытался склонить его на свою сторону, но, поняв, что это ему не удастся, начал вынашивать планы по его устранению и в конце концов, они превратились в злейших врагов.
На Цао Цао неоднократно покушались, но всякий раз из-за различных причин замыслы заговорщиков срывались, а самих их казнили.

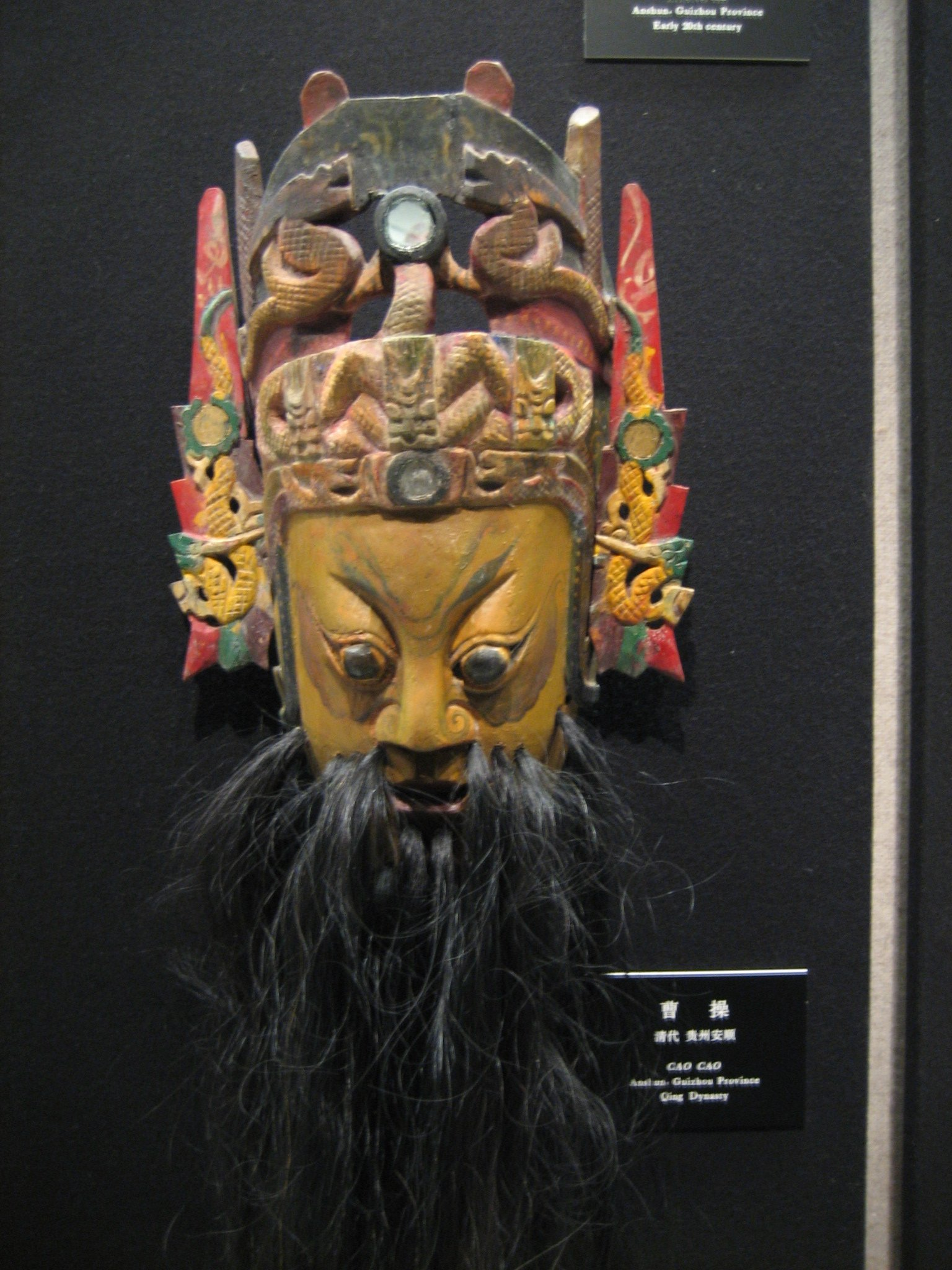
Театральная маска Цао Цао.

В декабре 2009 года китайские археологи нашли предположительное место погребения Цао Цао у города Аньян (провинция Хэнань). Могильный комплекс расположен на территории, занимающей 740 м².

## Творчество
Самым известным поэтическим произведением Цао Цао является «Песня о тяготах похода» (кит. трад. 苦寒行, пиньинь kǔ hán xíng).

## Отражение в языке
В китайском языке есть чэнъюй «смотря на сливы, утолять жажду» (кит. трад. 望梅止渴, пиньинь wàng méi zhǐ kě), образное выражение для обозначения утешения себя беспочвенным воображением или ложным видом. Он происходит из раздела «Цзяцзюэ» (кит. 假谲) сочинения «Шишо синьюй» V в. н. э., где рассказывалось, как Цао Цао привёл войско в безводную местность, солдаты испытывали жажду и Цао Цао обманул их: «Впереди есть большая сливовая роща, где очень много слив, и кислых, и сладких». У солдат потекли слюнки, и они больше не просили пить.
В этот язык также вошло выражение «скажи Цао Цао — Цао Цао придёт» (кит. трад. 说曹操，曹操到, пиньинь shuō cáo cāo ， cáo cāo dào), соответствующее русской поговорке «лёгок на помине».

## Факты
- Согласно данным романа «Троецарствие» рост Цао Цао составлял семь чи. Если учесть, что чи позднеимперской эпохи равняется от 30 до 34 см, Цао Цао представляется человеком экстраординарного роста; роман также упоминает сановника царства У, Чжугэ Кэ, рост которого составляет уже девять чи. Одна из интерпретаций утверждает, что подобные описания — литературная гипербола. Более вероятно, однако, что автор романа эпохи Мин опирался на описания раннеимперского периода, в который чи равнялся 23-24 см.
- Некоторое время, пока Цао Цао воевал с Люй Бу и Юань Шао, под его командованием состоял Лю Бэй, позднее сражавшийся с ним в Битве у красной скалы.
- В отличие от своего предшественника Дун Чжо, который всем своим поведением выказывал презрение к Ханьскому правящему дому, Цао Цао выказывал формальное почтение императору. Он не присваивал себе чины, предпочитая получать их от императора в награду, а все его решения по государственному управлению оформлялись императорскими указами.
- Во многих сражениях Цао Цао находился в первых рядах и лично подавал пример своим воинам. Известен эпизод в битве при Гуаньду, когда он лично возглавил отряд, который зашёл в тыл армии Юань Шао и сжёг склады с провиантом.
- В 207 году Цао Цао за крупную сумму денег выкупил из плена знаменитую поэтессу Цай Вэньцзи, уведённую в 195 году кочевниками хунну в северные земли. Он сделал это из-за того, что Цай Вэньцзи оставалась последним членом его клана и чтобы успокоить духов её предков.
- Гробница Цао Цао обнаруженная в 2008 году

## В массовой культуре

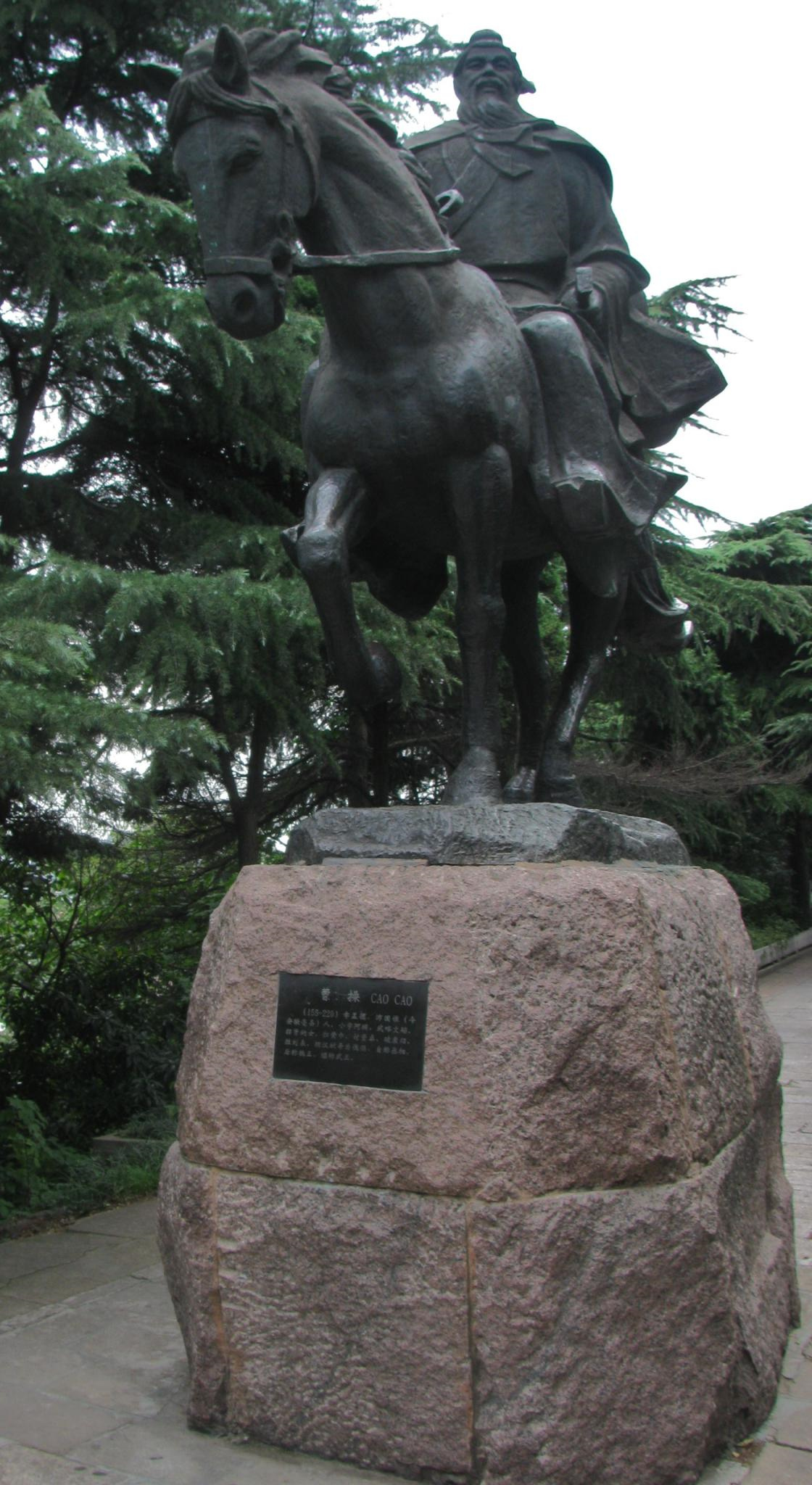
Памятник Цао Цао в городе Ухань, провинции Хубэй

### В музыке
- У китайского певца Линь Цзюньцзе есть альбом «Цао Цао».

### В кино
- Цао Цао — один из главных героев китайских телесериалов «Повествование о трёх царствах» (1994) и «Троецарствие» (2010)
- Цао Цао — один из персонажей фильма «Битва у Красной скалы (фильм)» 2008 года (реж. Джон Ву, роль исполняет Чжан Фэнъи).
- Вместе с Гуань Юйем, Сунь Цюанем и Лю Бэем, Цао Цао — один из героев китайско-корейского исторического фильма «Пропавший мастер клинка» 2011 года (роль исполняет Цзян Вэнь).
- Цао Цао — один из главных героев китайского исторического фильма 2012 года «Убийцы» (роль исполняет Чоу Юньфат).

### В анимации
- Послужил прототипом персонажа аниме «Школьные войны» Сосо Мотоко.
- Аниме Souten Kouro повествует о жизни Цао Цао в ином свете, как о выдающемся человеке того жестокого времени, который смог навести порядок на своих родных землях и собрать вокруг себя других выдающихся людей.

### В играх
- Один из персонажей серии игр Dynasty Warriors, Warriors Orochi и Romance of the Three Kingdoms. Антагонист и протагонист Kessen II.
- Лидер одной из игровых фракций в игре Total War: THREE KINGDOMS. Имеет собственную сюжетную линию, основанную на романе «Троецарствие».
- Легендарное существо из выпуска Portal Three Kingdoms игры Magic: the Gathering.
- Неигровой персонаж в игре Wo Long: Fallen Dynasty. В некоторых миссиях может выступать в качестве компаньона протагониста.

В игре Rise of Kingdoms является легендарным командиром.